# Llet de burra

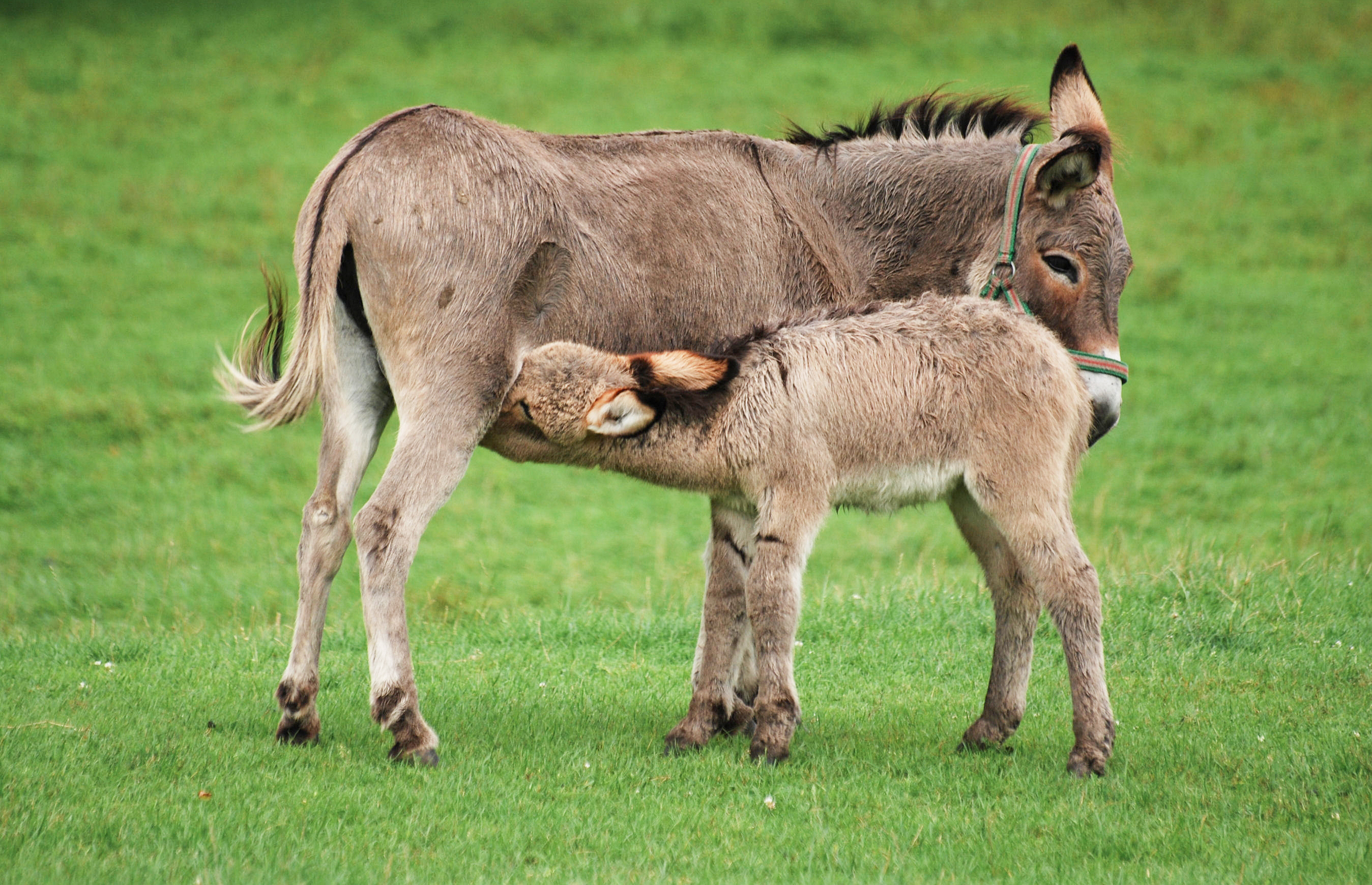
ase alletant-se.

La Llet de burra o llet de somera és la llet provinent de les glàndules mamàries d'aquest animal. Va ser coneguda i utilitzada per les antigues civilitzacions de Sumer, Egipte i Roma entre d'altres.
És coneguda la llegenda que Cleòpatra s'hi banyava cada dia amb finalitats estètiques i li calia un ramat de 300 someres per a poder fer-ho.

## Dades generals
Una femella d'ase dona entre 3 i 6 litres de llet diàriament. La cria d'ases pot tenir des d'uns pocs animals fins a 600.

## Composició
La llet de burra és la més propera en composició a la llet materna, amb molt pocs lípids i alta en lactosa.
| Composició de la llet de somera, euga, humana i de vaca |            |            |           |           |
|                                                         | ase        | euga       | humana    | vaca      |
| pH                                                      | 7,0 – 7,2  | 7,18       | 7,0 – 7,5 | 6,6 – 6,8 |
| proteïna                                                | 1, 5 – 1,8 | 1,5 – 2,8  | 0,9 – 1,7 | 3,1 – 3,8 |
| lípid                                                   | 0,3 – 1,8  | 0,5 – 2,0  | 3,5 – 4,0 | 3,5 – 3,9 |
| lactosa                                                 | 5,8 – 7,4  | 5, 8 – 7,0 | 6,3 – 7,0 | 4,4 – 4,9 |
| residu                                                  | 0,3 – 0,5  | 0,3 – 0,5  | 0,2 – 0,3 | 0,7 – 0,8 |

## Situació actual
Amb el recent interès per mantenir les races asines s'ha renovat l'interès per comercialitzar-ne la llet com una forma de donar valor econòmic als ramats.
Des de principis de segle XX existeixen caramels fets amb llet de somera utilitzant la llet deshidratada, ja que la llet fresca de burra es conserva amb dificultat. També hi ha al, mercat sabons fets amb aquest tipus de llet.
Fins a principi del segle XX la llet de burra se servia als hospitals i maternitats com a substitut de la llet humana.